# Aéro-Club de France
A párizsi Aéro-Club de France egy világméretű intézmény, amely a repülés legkülönbözőbb területeivel foglalkozik. 1898-ban Ernest Archdeacon, Léon Serpollet, Henri de la Valette, Jules Verne és felesége, André Michelin, Albert de Dion, Alberto Santos-Dumont, Henri Deutsch de la Meurthe és Henry de La Vaulx alapították, és a világ legrégebbi ilyen jellegű intézménye.
Az AeCF-ben akadémikusok, termékgyártók, szolgáltatók és más globális polgári és katonai repülőgépipari szakemberek képviseltetik magukat. A szervezet központja Párizsban van.